# West Covina
West Covina é uma cidade localizada no estadonorte-americano da Califórnia, no condado de Los Angeles. Foi incorporada em 17 de fevereiro de 1923.

## Geografia
De acordo com o United States Census Bureau, a cidade tem uma área de 41,6 km², onde 41,5 km² estão cobertos por terra e 0,2 km² por água.

## Demografia
Segundo o censo nacional de 2010, a sua população é de 106 098 habitantes e sua densidade populacional é de 2 553,91 hab/km². Possui 32 705 residências, que resulta em uma densidade de 787,25 residências/km².